# (21469) Robschum
(21469) Robschum (1998 HO97) – planetoida z pasa głównego asteroid okrążająca Słońce w ciągu 3,63 lat w średniej odległości 2,36 j.a. Odkryta 21 kwietnia 1998 roku.